# Campeonato Mundial de Ciclismo en Pista de 1925
El XXVIII Campeonato Mundial de Ciclismo en Pista se celebró en Ámsterdam (Países Bajos) entre el 16 y el 23 de agosto de 1925 bajo la organización de la Unión Ciclista Internacional (UCI) y la Federación Neerlandesa de Ciclismo.
Las competiciones se realizaron en la pista del Estadio Olímpico de la capital neerlandesa. En total se disputaron 3 pruebas, 2 para ciclistas profesionales y 1 para ciclistas amateur.

## Medallistas

### Profesional
| Evento               | Oro                    | Plata                    | Bronce                 |
| -------------------- | ---------------------- | ------------------------ | ---------------------- |
| Velocidad individual | Ernst Kaufmann · Suiza | Maurice Schilles Francia | Lucien Michard Francia |
| Medio fondo          | Robert Grassin Francia | Jan Snoek · Países Bajos | Georges Sérès Francia  |

### Amateur
| Evento               | Oro                         | Plata                            | Bronce                       |
| -------------------- | --------------------------- | -------------------------------- | ---------------------------- |
| Velocidad individual | Jacob Meijer · Países Bajos | Antonius Mazairac · Países Bajos | Bernard Leene · Países Bajos |

## Medallero
| Núm. | País         | Oro | Plata | Bronce | Total |
| ---- | ------------ | --- | ----- | ------ | ----- |
| 1    | Países Bajos | 1   | 2     | 1      | 4     |
| 2    | Francia      | 1   | 1     | 2      | 4     |
| 3    | Suiza        | 1   | 0     | 0      | 1     |
|      | TOTAL        | 3   | 3     | 3      | 9     |